# Röstkvalitet

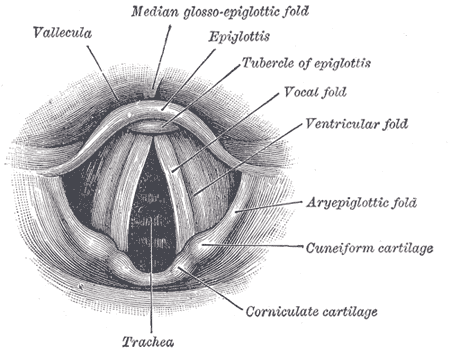
Del av talapparaten, med fokus på struphuvudet. Stämbanden anges här som 'vocal fold'.

Röstkvalitet är en egenskap hos den mänskliga rösten som kan uppfattas med örat under pågående tal och som påverkas av såväl organiska som funktionella/beteendestyrda faktorer.
Skillnader i röstkvalitet är fonemskiljande (olika språkljud) i vissa språk och har prosodiska funktioner (satsmelodi med mera) i vissa språk. Ett exempel på det senare är så kallade frasslutsknarr, som är vanligt men inte obligatoriskt i svenskan.
Exempelvis skådespelare, sångare och imitatörer har höga krav på god kontroll över röstkvaliteten.
Logopeder gör en perceptuell analys av sina röstpatienters tal, eftersom röstkvalitet kan avslöja eventuella förändringar på stämbanden och ge ledtrådar om särskilda drag i patientens röstbeteende, till exempel skadlig röstteknik.

## Vanliga röstkvalitetsparametrar
- Läckande, "luftig" röst med hörbart luftläckage som orsakas av att det ständigt finns en öppning mellan stämbanden där det läcker igenom luft även under fonation.
- Tät, röstbildning med god stämbandsslutning (motsatsen till läckande).
- Hyperfunktionell/Pressad, mycket tät och ofta genomträngande röst som kan låta ansträngd, och som orsakas av kraftigt sammanpressade stämband (hög stämbandsadduktion). Det är normalt att pressa rösten till exempel när man skriker.
- Hypofunktionell, röst som produceras med för löst sammanställda stämband (förekommer ofta tillsammans med läckande röst).
- Knarr, röst som bildas med ett stämbandsljud som kan låta som en knarrande dörr och som har mycket låg luftåtgång.
- Skrovlig, röst med inblandning av lågfrekvent/mörkt brus.
- Skrap, röst med inblandning av högfrekvent/ljust brus.
- Diplofoni, rösten har två grundtoner.
- Klangfattig, ofta tydlig grundton men bristande övertonsfärgning.
- Hårda ansatser, när början av ord, framför allt ord som börjar på en vokal, börjar med en liten stöt av stämbanden, s.k. glottisstöt.
- Afoni/Intermittent afoni, total avsaknad av röst eller ständiga röstavbrott.
- Instabil klang/taltonläge.
- Registerbrott, "tuppar" mellan olika röstlägen, vanligt förekommande i målbrottet.
- Monoton, mycket liten variation i grundton i flytande tal.
- Beslöjad, typiskt heshet med klangfattighet.
- Fladder, lågfrekventa/mörka oregelbundna inslag i rösten, vanligen vid förtjockade stämläppar (Reinckes ödem).